# Craugastor laevissimus
Craugastor laevissimus là một loài ếch thuộc họ Craugastoridae. Loài này có ở Honduras, Nicaragua, có thể ở cả El Salvador và Guatemala.
Môi trường sống tự nhiên của chúng là rừng ẩm vùng đất thấp nhiệt đới hoặc cận nhiệt đới, vùng núi ẩm nhiệt đới hoặc cận nhiệt đới, sông ngòi, các đồn điền, vườn nông thôn, và rừng trước đây suy thoái nghiêm trọng.
Chúng hiện đang bị đe dọa vì mất môi trường sống.